# Kresten Schultz Jørgensen
Kresten Schultz Jørgensen (født 5. september 1964 i Farum) er cand.scient.pol., tidligere chefredaktør, ministersekretær samt nuværende selvstændig erhvervsdrivende, forfatter, foredragsholder og ekstern lektor i strategisk kommunikation ved Institut for Interkulturel Kommunikation og Ledelse, Copenhagen Business School.
Kresten Schultz Jørgensen er søn af socialrådgiver Ellen Schultz Jørgensen og professor i socialpsykologi, dr. phil. Per Schultz Jørgensen, der i mange år var formand for Børnerådet. Han er student fra Marie Kruses Skole i Farum, 1983, og blev i 1992 kandidat i statskundskab fra Københavns Universitet og har desuden læst offentlig administration og kommunikation ved University of California.
Han arbejdede 1992-1993 som fuldmægtig i Undervisningsministeriet (bl.a. som taleskriver for undervisningsminister Bertel Haarder) og var ministersekretær i Forskningsministeriet 1993-1994. I 1994 blev han ansat som sekretariatsleder, debatredaktør og lederskribent på Politiken, hvor han var frem til 1998. Fra 1998 til 2000 var han chefredaktør og adm. direktør på Dagbladet Aktuelt, mens han 2000-2002 var kommunikationschef for Coca-Cola i Norden og de baltiske lande. I 2002 blev han chefredaktør på dagbladet Dagen, der kun nåede at udkomme 41 gange inden selskabet bag gik konkurs 6. december samme år. Fra 2003 har han været kommunikations- og salgschef for Det Kongelige Teater, men stiftede i oktober 2007 sin egen kommunikationsvirksomhed Lead Agency.
Kresten Schultz Jørgensen har udgivet en lang række debatbøger. Bøgerne kredser om fællesskabets, demokratiets og kulturens muligheder i en verden, der bliver mere global.
Privat er han bosiddende i Gentofte med sin datter og to sønner samt sin hustru, jurist Malene Meier.